# Patryk Marjan
Patryk Piotr Marjan (ur. 18 lipca 1991 w Bełchatowie) – polski polityk, samorządowiec, inżynier górnictwa, działacz społeczny i sportowy, od 2024 roku prezydent Bełchatowa.

## Życiorys
Z wykształcenia jest inżynierem górnictwa po Akademii Górniczo-Hutniczej w Krakowie i magistrem zarządzania. W szkole średniej współpracował ze strukturami Obozu Narodowo-Radykalnego brygady Łódzkiej w projekcie organizowanym przez Młodzież Wszechpolską pod nazwą „Narodowa Łódź". W 2014 roku założył Stowarzyszenie Bełchatowianie dla Narodu, którego został prezesem. Należy do klubu biegaczy Spartakus Bełchatów.

### Działalność polityczna
W 2018 po raz pierwszy ubiegał się o urząd prezydenta Bełchatowa. W 2019 był kandydatem do Parlamentu Europejskiego (z listy Konfederacji KORWiN Braun Liroy Narodowcy) oraz do Sejmu (z listy Konfederacji Wolność i Niepodległość). W wyborach parlamentarnych w 2023 ponownie bezskutecznie kandydował do Sejmu.
W wyborach samorządowych w 2024 wystartował na prezydenta miasta z własnego komitetu wyborczego - KWW Bełchatowianie. W I turze zajął pierwsze miejsce z wynikiem 38,36% głosów, w II turze pokonał Mariolę Czechowską, uzyskując 62,89% poparcia. Złożył ślubowanie 7 maja 2024 roku.

## Życie prywatne
Jest żonaty, ma córkę.

## Wyniki wyborcze
| Wybory | Komitet wyborczy           | Komitet wyborczy                          | Organ                            | Okręg                       | Wynik           |
| ------ | -------------------------- | ----------------------------------------- | -------------------------------- | --------------------------- | --------------- |
| 2018   |                            | KWW Nowe Pokolenie                        | Prezydent Miasta Bełchatowa      | Prezydent Miasta Bełchatowa | 2924 (11,67%)   |
| 2018   | Rada Miejska w Bełchatowie | KWW Nowe Pokolenie                        | nr 1                             | 406 (6,26%)                 |                 |
| 2019   |                            | Konfederacja KORWiN Braun Liroy Narodowcy | Parlament Europejski IX kadencji | nr 6                        | 4697 (0,51%)    |
| 2019   |                            | Konfederacja Wolność i Niepodległość      | Sejm IX kadencji                 | nr 10                       | 12 875 (3,72%)  |
| 2023   | Sejm X kadencji            | Konfederacja Wolność i Niepodległość      | 15 516 (3,91%)                   | nr 10                       |                 |
| 2024   |                            | KWW Bełchatowianie                        | Prezydent Miasta Bełchatowa      | Prezydent Miasta Bełchatowa | 10 755 (62,89%) |
| 2024   | Rada Miejska w Bełchatowie | KWW Bełchatowianie                        | nr 2                             | 930 (20,04%)                |                 |